# Брискін Веніамін Маркович
Веніамін Маркович Бри́скін (нар. 27 вересня 1906, Ромни — пом. 28 березня 1982, Москва) — український і російський радянський художник-графік, плакатист; член Спілки художників СРСР з 1967 року.

## Біографія
Народився 14 [27] вересня 1906 року в місті Ромнах Полтавської губернії Російської імперії (тепер Сумська область, Україна). У 1921—1925 роках навчався в Харківському художньому інституті у Семена Прохорова і Михайла Шаронова.
З 1925 по 1932 рік працював у Харкові. Малював для харківських журналів «Червоний перець», «Безвірник», «Універсальний журнал».
У 1932 році переїхав до Москви, у 1932—1933 роках працював ілюстратором у сатиричному журналі «Крокодил», з 1934 року в газеті «Комсомольская правда».
З 1940-х років працював у жанрі політичного плаката. Під час німецько-радянської війни був художником газети «За честь Родины» Воронезького, згодом 1-го Українського фронту. Після війни працював здебільшого плакатистом, ілюстрував і оформляв книжки для Воєніздату. До 1950 року працював художнім редактором журналу «Советский воин», очолював редколегію «Агітплаката». З 1956 року — в газеті «Правда».
Помер у Москві 28 березня 1982 року. Похований на Ваганьковському кладовищі.

## Творчість
Спеціалізувався на книжковій графіці і плакатному мистецтві. Серед робіт:
- «Безпритульний» (1925);
- ілюстрації до гуморесок Миколи Бриля на шпальтах двотижневика «Нова громада» (1930).

графічні серії
- «Вася Тьоркін» (1941, туш, у співавторстві);
- «Післявоєнна Європа» (1947,туш);
- «Незмінні супутники» (1952);
- «Пролетаріат у боротьбі» (1969);

плакати
- «Закон беззаконня» (1923);
- «Геть з дороги, підбурювачі війни» (1949);
- «Виборні механізми в країнах капіталізму» (1950);
- «Американська щука і корейська наука» (1952);
- «Заборонимо ядерну зброю» (1952);
- «Попередимо погрозу війни» (1952);
- «Урок ворогам» (1952);
- «Дружба по американськи» (1954);
- «Геть імперіалізм» (1954);
- «Балачки, плітки — на руку ворогові» (1954);
- «Дамо більше машин сільському господарству» (1954);
- «Від поганого насіння не чекай гарного племені» (1954);
- «Не будь таким! День прогуляв … Урожай втратив» (1954);
- «Не будь такою! В роботі розпал, а вона на базар …» (1955).
- «Воєнні податки» (1958);
- «Звітна корова» (1960);
- «Американський спосіб життя» (1960);
- «Велику хімію створимо» (1964);

ілюстрації до книг
- «Пригоди бравого вояки Швейка» Ярослава Гашека (1928);
- «В Америке» Максима Горького (1949);
- «Мои университеты» Максима Горького (1949);
- «Оповідання» Марка Твена (1957);
- «Напуганные пророки» Ю. Чаплигіна (1959).

Брав участь у виставках з 1926 року.
Тиражні плакати художника знаходяться в Російській державній бібліотеці, колекції Череповецкого музейного об'єднання, Національній бібліотеці Білорусі, галереях і приватних зібраннях Росії, Великої Британії, Данії, Нідерландів, США.
Автор книги спогадів «Досвід роботи над агітплакатом».

## Відзнаки
- Нагороджений:
  - орденами Червоної Зірки (18 травня 1944), Вітчизняної війни ІІ ступеня (14 квітня 1945);
  - медалями «За перемогу над Німеччиною» (9 травня 1945), «За взяття Берліна» (9 червня 1945), «За визволення Праги» (9 червня 1945)[2];
- Заслужений художник РРФСР з 1967 року;
- Золота медаль Радянського фонду миру (1970, на міжнародній виставці «Сатира в борьбе за мир» у Москві).